# Принчичи
Принчичи (на сръбски: Принчићи) е село в Босна и Херцеговина, разположено в община Соколац, в ентитета на Република Сръбска. Намира се на 867 метра надморска височина. Населението му според преброяването през 2013 г. е 84 души, от тях: 84 (100 %) сърби.

## Население
Численост на населението според преброяванията през годините:
- 1961 – 192 души
- 1971 – 162 души
- 1981 – 125 души
- 1991 – 112 души
- 2013 – 84 души